# Philodromus rufus
Philodromus rufus és una espècie d'aranyes araneomorfes de la família dels filodròmids (Philodromidae). Fou descrit per primera vegada l'any 1826 per Charles Athanase Walckenaer. És troba a Europa, però té una àmplia distribució també per Amèrica del Nord, Turquia, Caucas, Rússia (des d'Europa fins a l'Extrem Orient), Àsia central, Xina, Corea, Japó.

## Subespècies
Philodromus rufus té reconegudes cinc subespècies:
- Philodromus rufus jenningsi Cutler, 2003 i c g
- Philodromus rufus pacificus Banks, 1898 i c g b
- Philodromus rufus quartus Dondale & Redner, 1968 i c g b
- Philodromus rufus rufus Walckenaer, 1826 i g
- Philodromus rufus vibrans Dondale, 1964 i c g b

Fonts de les dades: i = ITIS, c = Catalogue of Life, g = GBIF, b = Bugguide.net